# Live in Japan (album de The Cure)
Pour les articles homonymes, voir Live in Japan.
Live In Japan est une vidéo live du groupe The Cure enregistrée le 17 octobre 1984 au Nakano Sun Plaza de Tokyo et sortie uniquement au Japon aux formats VHS et Betamax en février 1985,.
Outre le concert, la vidéo montre quelques prises de vue en coulisse et offre une interview sous-titrée en japonais.

## Liste des titres
| No  | Titre                | Auteur                                                   | Durée |
| --- | -------------------- | -------------------------------------------------------- | ----- |
| 1.  | Shake Dog Shake      | Robert Smith                                             | 3:48  |
| 2.  | Play for Today       | - Smith - Matthieu Hartley - Simon Gallup - Lol Tolhurst | 3:57  |
| 3.  | Primary              | - Smith - Gallup - Tolhurst                              | 3:19  |
| 4.  | Wailing Wall         | Smith                                                    | 4:57  |
| 5.  | The Empty World      | Smith                                                    | 2:30  |
| 6.  | The Hanging Garden   | - Smith - Gallup - Tolhurst                              | 3:54  |
| 7.  | The Walk             | - Smith - Tolhurst                                       | 3:18  |
| 8.  | One Hundred Years    | - Smith - Gallup - Tolhurst                              | 7:01  |
| 9.  | Give Me It           | Smith                                                    | 2:48  |
| 10. | A Forest             | - Smith - Hartley - Gallup - Tolhurst                    | 8:03  |
| 11. | The Top              | Smith                                                    | 6:50  |
| 12. | Charlotte Sometimes  | - Smith - Gallup - Tolhurst                              | 3:42  |
| 13. | Let's Go to Bed      | - Smith - Tolhurst                                       | 3:17  |
| 14. | The Caterpillar      | - Smith - Tolhurst                                       | 3:34  |
| 15. | Boys Don't Cry       | - Smith - Michael Dempsey - Tolhurst                     | 2:41  |
| 16. | 10:15 Saturday Night | - Smith - Dempsey - Tolhurst                             | 3:26  |
| 17. | Killing an Arab      | - Smith - Dempsey - Tolhurst                             | 2:36  |
| 18. | The Lovecats         | Smith                                                    | 3:27  |

## Musiciens
- Robert Smith: chant, guitare, violon
- Lol Tolhurst: claviers
- Porl Thompson: guitare, claviers, saxophone
- Phil Thornalley: basse
- Andy Anderson: batterie